# Dwight (Dakota del Norte)
Dwight es una ciudad ubicada en el condado de Richland en el estado estadounidense de Dakota del Norte. En el censo de 2010 tenía una población de 82 habitantes y una densidad poblacional de 159,1 personas por km².

## Geografía
Dwight se encuentra ubicada en las coordenadas 46°18′14″N 96°44′24″O / 46.30389, -96.74000. Según la Oficina del Censo de los Estados Unidos, Dwight tiene una superficie total de 0.52 km², de la cual 0.52 km² corresponden a tierra firme y (0%) 0 km² es agua.

## Demografía
Según el censo de 2010, había 82 personas residiendo en Dwight. La densidad de población era de 159,1 hab./km². De los 82 habitantes, Dwight estaba compuesto por el 100% blancos, el 0% eran afroamericanos, el 0% eran amerindios, el 0% eran asiáticos, el 0% eran isleños del Pacífico, el 0% eran de otras razas y el 0% pertenecían a dos o más razas. Del total de la población el 0% eran hispanos o latinos de cualquier raza.